# Liste der Beiträge für den besten fremdsprachigen Film für die Oscarverleihung 1993
Die folgenden 33 Filme, alle aus verschiedenen Ländern, waren Vorschläge in der Kategorie Bester fremdsprachiger Film für die Oscarverleihung 1993. Die hervorgehobenen Titel waren die fünf letztendlich nominierten Filme, welche aus Dänemark, Deutschland, Frankreich, Russland und Uruguay stammen.
Der Film Ein Ort auf dieser Welt aus Uruguay wurde disqualifiziert, als bekannt wurde, dass der Film zum Großteil eine argentinische Produktion war. Der Film wurde dann vom Stimmzettel entfernt, weshalb der Regisseur des Films Adolfo Aristarain die Academy verklagte.
Zum ersten Mal wurde für diesen Preis Vorschläge aus Estland, Kasachstan, Lettland und Russland eingereicht.

## Beiträge
| Land                | Deutscher Verleihtitel       | Sprache(n)                       | Originaltitel                               | Regisseur(e)           | Ergebnis        |
| ------------------- | ---------------------------- | -------------------------------- | ------------------------------------------- | ---------------------- | --------------- |
| Argentinien         | Die dunkle Seite des Herzens | Spanisch                         | El lado oscuro del corazón                  | Eliseo Subiela         | Nicht nominiert |
| Belgien             | Priester der Entrechteten    | Niederländisch, Französisch      | Daens                                       | Stijn Coninx           | Nominiert       |
| Volksrepublik China | Die Geschichte der Qiu Ju    | Chinesisch                       | 秋菊打官司 (Qiū Jú dǎ guānsi)               | Zhang Yimou            | Nicht nominiert |
| Dänemark            | Sofie                        | Dänisch                          | Sofie                                       | Liv Ullmann            | Nicht nominiert |
| Deutschland         | Schtonk!                     | Deutsch                          | Schtonk!                                    | Helmut Dietl           | Nominiert       |
| Estland             | Diese alten Liebesbriefe     | Estnisch                         | Need vanad armastuskirjad                   | Mati Põldre            | Nicht nominiert |
| Frankreich          | Indochine                    | Französisch                      | Indochine                                   | Régis Wargnier         | Gewonnen        |
| Indien              | Thevar Magan                 | Tamil                            | தேவர் மகன் (Thevar Magan)                      | Bharathan              | Nicht nominiert |
| Indonesien          | Bibir Mer                    | Indonesisch                      | Bibir Mer                                   | Arifin C. Noer         | Nicht nominiert |
| Island              | Wie im Himmel                | Isländisch                       | Svo á jörðu sem á himni                     | Kristín Jóhannesdóttir | Nicht nominiert |
| Israel              | Nachtaufnahmen               | Hebräisch                        | החיים על פי אגפה (Ha-Chayim Al-Pi Agfa)     | Assi Dayan             | Nicht nominiert |
| Italien             | Gestohlene Kinder            | Italienisch                      | Il Ladro di Bambini                         | Gianni Amelio          | Nicht nominiert |
| Japan               | Onna goroshi abura no jigoku | Japanisch                        | 女殺し油地獄 (Onna goroshi abura no jigoku) | Hideo Gosha            | Nicht nominiert |
| Kanada              | Léolo                        | Französisch                      | Léolo                                       | Jean-Claude Lauzon     | Nicht nominiert |
| Kasachstan          | Gibel Otrara                 | Kasachisch, Mandarin, Mongolisch | Гибел Отрара (Gibel Otrara)                 | Ardak Amirkulov        | Nicht nominiert |
| Kroatien            | Eine Geschichte aus Kroatien | Kroatisch                        | Priča iz Hrvatske                           | Krsto Papić            | Nicht nominiert |
| Kuba                | Verehrenswerte Lügen         | Spanisch                         | Adorables Mentiras                          | Gerardo Chijona        | Nicht nominiert |
| Lettland            | Menschenkind                 | Lettisch                         | Cilvēka bērns                               | Jānis Streičs          | Nicht nominiert |
| Mexiko              | Bittersüße Schokolade        | Spanisch                         | Como agua para chocolate                    | Alfonso Arau           | Nicht nominiert |
| Niederlande         | Noorderlingen                | Niederländisch                   | De noorderlingen                            | Alex van Warmerdam     | Nicht nominiert |
| Norwegen            | Das Herz des Kriegers        | Norwegisch                       | Krigerens hjerte                            | Leidulv Risan          | Nicht nominiert |
| Österreich          | Benny’s Video                | Deutsch                          | Benny’s Video                               | Michael Haneke         | Nicht nominiert |
| Polen               | Wszystko, co najważniejsze   | Polnisch                         | Wszystko, co najważniejsze                  | Robert Gliński         | Nicht nominiert |
| Portugal            | Tag der Verzweiflung         | Portugiesisch                    | O dia do desespero                          | Manoel de Oliveira     | Nicht nominiert |
| Rumänien            | Luxushotel                   | Rumänisch                        | Hotel de Lux                                | Dan Pița               | Nicht nominiert |
| Russland            | Urga                         | Russisch                         | Урга (Urga)                                 | Nikita Michalkow       | Nominiert       |
| Schweden            | Fannys Farm                  | Schwedisch                       | Änglagård                                   | Colin Nutley           | Nicht nominiert |
| Schweiz             | Zwischensaison               | Französisch                      | Hors saison                                 | Daniel Schmid          | Nicht nominiert |
| Spanien             | The Fencing Master           | Spanisch                         | El Maestro de esgrima                       | Pedro Olea             | Nicht nominiert |
| Taiwan              | Das Land der Pfirsichblüte   | Chinesisch                       | 暗戀桃花源 (An lian tao hua yuan)           | Stan Lai               | Nicht nominiert |
| Türkei              | Piano ohne Beine             | Türkisch                         | Piano Piano Bacaksız                        | Tunç Başaran           | Nicht nominiert |
| Ungarn              | Süße Emma, liebe Böbe        | Ungarisch                        | Édes Emma, drága Böbe – vázlatok, aktok     | István Szabó           | Nicht nominiert |
| Uruguay             | Ein Ort auf dieser Welt      | Spanisch                         | Un lugar en el mundo                        | Adolfo Aristarain      | Disqualifiziert |